# Acanthorhodeus
Acanthorhodeus is een geslacht van straalvinnige vissen uit de familie van eigenlijke karpers (Cyprinidae).

## Soorten
- Acanthorhodeus chankaensis (Dybowski, 1872)
- Acanthorhodeus macropterus Bleeker, 1871